# (100480) 1996 UK
(100480) 1996 UK es un asteroide perteneciente a asteroides que cruzan la órbita de Marte, descubierto el 16 de octubre de 1996 por Yoshisada Shimizu y el también astrónomo Takeshi Urata desde el Observatorio de Nachikatsuura, Wakayama, Japón.

## Designación y nombre
Designado provisionalmente como 1996 UK.

## Características orbitales
1996 UK está situado a una distancia media del Sol de 2,693 ua, pudiendo alejarse hasta 3,934 ua y acercarse hasta 1,452 ua. Su excentricidad es 0,460 y la inclinación orbital 10,78 grados. Emplea 1614 días en completar una órbita alrededor del Sol.

## Características físicas
La magnitud absoluta de 1996 UK es 16. Está asignado al tipo espectral Sq según la clasificación SMASSII.